# Henrique Müller
Dom Frei Henrique Müller, O.F.M. (Peritiba, 22 de agosto de 1922 – Joaçaba, 26 de maio de 2000), foi um frade franciscano, bispo católico. Foi o primeiro Bispo de Joaçaba, em Santa Catarina.
Dom Frei Henrique Müller foi ordenado padre no dia 16 de julho de 1949, em Petrópolis. Recebeu a ordenação episcopal no dia 14 de setembro de 1975, em Joaçaba, das mãos de Dom Carmine Rocco, Dom Afonso Niehues e Dom Honorato Piazera, SCI.
Lema: Unum simus, ut mundus credat. (Sejamos um, para que o mundo creia).
Foi bispo de Joaçaba no período de 1975 a 1999. Renunciou ao múnus episcopal no dia 17 de março de 1999.